# アート・スピーゲルマン
アート・スピーゲルマン（Art Spiegelman、1948年2月15日 - ）は、アメリカ合衆国の漫画家、編集者。父親の収容所体験を擬人化したネズミに託して描いた作品『マウス』で知られる。

## 来歴
アーサー・イザドール・スピーゲルマンはスウェーデンのストックホルムに、父親はヴラデック・スピーゲルマン、母親はアンジャ・ザイルバーバーグのポーランド系ユダヤ人の難民の家庭に生まれた。1951年に移住してからは、ニューヨーク州クイーンズ区のレゴ・パーク地区に育ち、マンハッタンの美術高校を卒業したのち、ハーパー大学（現ニューヨーク州立大学ビンガムトン校）に通った。この大学は卒業はしなかったが、彼はこの30年後にここで名誉博士号を受け取ることになる。またこの大学では映画製作者のケン・ヤコブス（Ken Jacobs）の授業を聴講し、彼と親交を持った。スピーゲルマンはヤコブスの作品と彼の教えに大いに触発されたことを認めている
。
スピーゲルマンには彼が生まれる前に死んだリチュー（Richieu）という兄がいた。リチューは第2次世界大戦のさなかに叔母の家に預けられた（彼女の住んでいたザヴィルチのゲットーの方がソスノヴィエツのそれよりも安全だと考えたためである）が、ナチスがザヴィルチのゲットーから人びとを国外追放し始めると、叔母は彼女とリチュー、そして彼女自身の娘と姪とともに服毒自殺してしまった。『マウス』第1巻では、スピーゲルマンは両親が当時未だに最初の息子の死を悲しんでいたことで、兄の写真に対し兄弟葛藤のようなものを覚えたと述べている。『マウス』の第2巻はリチューとスピーゲルマンの娘・ナジャ（Nadja）に捧げられている。
1968年の冬、スピーゲルマンは短いが強い神経衰弱の症状に悩まされた（この出来事は時おり彼の著作で言及されている）が、スピーゲルマンが精神病院から退院したあと、彼の母親は自殺してしまう。1960年代から70年代にかけて、スピーゲルマンはアンダーグラウンド・コミック運動の立役者であり、Real PulpやYoung Lust、Bizarre Sexなどの作品出版に貢献していた。彼は2つの重要なコミックアンソロジーの出版社を共同で設立していた。ひとつは1970年代のはじめにサンフランシスコでビル・グリフィスとともに作った「Arcade」であり、もうひとつは彼の妻であり、アーティストであり、後にザ・ニューヨーカーの編集者となるフランソワーズ・モーリーとともに1980年に立てた「Raw」である。
他の多くの革新的な作品とともに、「Raw」はスピーゲルマンの両親がホロコーストから生き残ったストーリーを再現した作品『マウス――アウシュヴィッツを生きのびた父親の物語（Maus）』を刊行した。1986年に第1巻、1991年に第2巻が刊行されると、コミックのジャンルとしては前例のないほどの批評的な関心を呼び起こし、1992年にニューヨーク近代美術館で展示会が開催され、ピューリッツァー賞の特別賞が与えられた。
スピーゲルマンはまたより商業的な場でも活動していた。彼は18歳のときに菓子メーカーのトップスで研修生となった後、製品開発部門でライター兼アーティスト兼編集者として雇われた。20歳の時、スピーゲルマンはガーベッジ・キャンディ（ガーベッジ（生ごみ）の形をしたキャンディ。プラスチックのゴミ箱のミニチュアに入れて売られた）や「ワッキー・パッケージ」のカードシリーズなど、さまざまな新製品を生み出した。また漫画家のマーク・ニューガーデンと共同で「ガーベッジ・ペイル・キッズ」のステッカーやカードのシリーズを制作した。
トップスには20年にわたりクリエーターへ利益のパーセンテージを認める要求がされてきたが、マーベル・コミックやDCコミックスがそれらの要求をしぶしぶ認めた後も、トップスは拒否していた。トップスの仕事を多数の漫画家の友人や学生に割り振ってきたスピーゲルマンは、クリエーターの所有権について課題を残した。1989年、トップスはそれまでの数10年で蓄積してきたアートワークの原作をオークションにかけ利益を得た。
スピーゲルマンは1992年にティナ・ブラウンに雇われ「ザ・ニューヨーカー」で仕事をしたが、2001年9月11日のアメリカ同時多発テロ事件の数ヵ月後に職を辞した。スピーゲルマンとモーリーの手による、同時多発テロ事件を扱った「ザ・ニューヨーカー」の表紙は広く評判を呼んだ。それは一見するとまったくの黒い画面なのだが、よく見てみるとワールドトレードセンターのシルエットだとわかる、というものであった（この表紙は後述『消えたタワーの影のなかで』の表紙にも使われている）。スピーゲルマンは、彼が「ザ・ニューヨーカー」を辞職したのはアメリカのメディア全体の従順主義（widespread conformism）に対する抗議のためだと述べている。彼はジョージ・W・ブッシュを強く批判しており、アメリカのメディアは保守的で臆病になってしまったと主張している。
2004年の9月、スピーゲルマンは『消えたタワーの影のなかで（In the Shadow of No Towers）』を発表した。この作品でかれはツインタワーの自爆テロの際の体験と精神的な後遺症とを結び付けている。また、20世紀初頭の新聞日曜版の、付録マンガの絵柄を縦横無尽に引用し、また本の後半にはそれらのマンガの復刻を掲載して「尊敬と愛情」の念を示した。なお、現在でもスピーゲルマンは妻と二人の子供と共にニューヨークのロウワーサイドに暮らしている。
また The Virginia Quarterly Reviewでは彼の新しいシリーズである"Portrait of the Artist as a Young %@?*!"を連載した。2005年、「タイム」誌はスピーゲルマンを「最も影響力ある人物100人」の1人に選んだ。
Harper's magazine2006年6月号では、彼はその年の初めに起こったムハンマド風刺漫画掲載問題に関する記事を執筆した。少なくとも一社、カナダのインディゴ（en:Indigo Books and Music）のチェーン店が特にこの記事を問題にして販売を拒否した。「血を描く―無法な漫画たちと無法なアート」"Drawing Blood: Outrageous Cartoons and the Art of Outrage" と称するその記事では、オノレ・ドーミエからジョージ・グロスまで、政治的な漫画によって自身に深刻な事態を引き起こした画家たちの概説が含まれていた。この記事は人種的な偏見に基づく漫画を擁護しているように見えたため、インディゴの怒りを買ったのである。
2007年に放映されたザ・シンプソンズのエピソード「Husbands and Knives」に本人役でゲスト出演を果たした。
妻のフランソワーズ・モーリーとともに、彼はハードカバーの子供向けの漫画アンソロジーLittle Litを出版している。彼はまたモーリーの若者向けの新しい出版企画the TOON Booksのアドバイザーである。

## 思想、漫画界の代弁者としてのスピーゲルマン
- シオニズムに関しては、肯定・否定のどちらにもつかず、中立の姿勢で通している。そのため、イスラエルの建国計画に対しては、悲劇的な失敗だと評している。
- 前述にあるように、スピーゲルマンは、テロ以降、ブッシュ政権とそれに追随するマスメディアを激しく非難している。
- スピーゲルマンはまたコミック・メディアの突出した代弁者である。彼は漫画の歴史と美学の講義をカリフォルニア大学サンタクルーズ校などのニューヨークの学校で行なっている。また彼は"Comix 101."という講義をアメリカ国内各地で開いている。2007年には、25年に渡り様々な場所で行なわれた彼のインタビューを収録した本Art Spiegelman: Conversations.がミシシッピの大学出版会から刊行された。

## 日本語訳
- 『マウス―アウシュヴィッツを生きのびた父親の物語 1』（小野耕世訳、晶文社、1991年8月、ISBN 4794923007）
- 『マウス―アウシュヴィッツを生きのびた父親の物語 2』（小野耕世訳、晶文社、1994年8月、ISBN 4794961774）
- 『消えたタワーの影のなかで』（小野耕世訳、岩波書店、2005年9月、ISBN 4000225421）
- 『完全版 マウス―アウシュヴィッツを生きのびた父親の物語』（小野耕世訳、パンローリング株式会社、2020年5月）

## 参考
- Art Spiegelman profile ReadYourselfRaw

脚注
1. ↑  http://64.23.98.142/indy/winter_2005/chute/index.html
2. ↑  Gordon, Andrew (2004). “Jewish Fathers and Sons in Spiegelman's Maus and Roth's Patrimony”. ImageTexT 1 (1).
3. ↑  Maus I: Prisoner on the Hell Planet（邦題：地獄惑星の囚人）, p. 100.
4. ↑  http://www.time.com/time/2005/time100/
5. ↑  http://www.theglobeandmail.com/servlet/story/RTGAM.20060526.wxchapters27/BNStory/Entertainment/home